# Dohnaische Vorstadt
Die Dohnaische Vorstadt ist eine historische Vorstadt von Pirna, der Kreisstadt des Landkreises Sächsische Schweiz-Osterzgebirge.

## Geographie
Zu ihrem Namen kam die Dohnaische Vorstadt durch ihre Lage vorm im 19. Jahrhundert geschleiften Dohnaischen Tor, einem Teil der Stadtmauer um die Pirnaer Altstadt. Das Dohnaische Tor stand am heutigen Dohnaischen Platz und war der Durchlass der Dohnaischen Straße.
Die Dohnaische Vorstadt, die im Weichbild der Stadt Pirna lag, ist der Altstadt in Richtung Dohna vorgelagert. Zentrum der Vorstadt ist die Breite Straße zwischen der Königsteiner Straße (Bundesstraße 172) und dem Dr.-Külz-Ring. Östlich von ihr befindet sich die Obertorvorstadt, nordwestlich die Westvorstadt und südlich die Südvorstadt. In der Dohnaischen Vorstadt steht unter anderem das bilinguale Friedrich-Schiller-Gymnasium Pirna.

## Geschichte

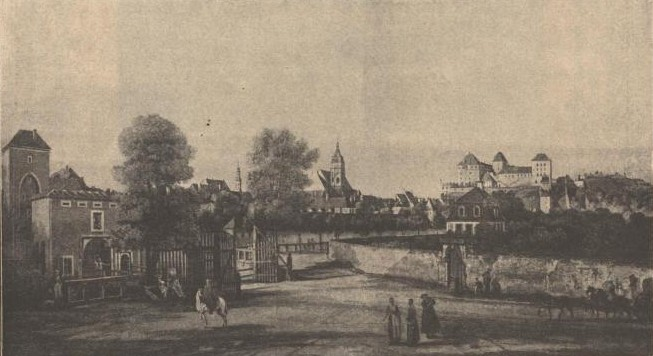
Dohnaisches Tor, im Hintergrund der Sonnenstein, 1755, nach dem Gemälde von Canaletto

Die Dohnaische Vorstadt entstand möglicherweise als Marktsiedlung vor dem Dohnaischen Tor links und rechts der Breiten Straße, in früherer Zeit Breite Gasse genannt. Erstmals erwähnt wurde die Gasse 1338 als „platea contra sanctum Nicolaum“ (Gasse gegen St. Nikolaus), da sich dort die ebenfalls im 14. Jahrhundert mehrfach genannte Nikolaikirche befand. Weitere frühe Erwähnungen betreffen die Häuser „uff der Breytengassen ken sente Niclaus kirchen oebir“ (1423) bzw. 1483 „uff der Breitengasse an der ecke bie der steynen martir“. Mitunter wurde das Gebiet auch als „Zschacketal“ bezeichnet. Im Jahre 1488 brannte die Breite Gasse komplett ab. In Nachbarschaft zur Nikolaikirche lag das Hospital zum Heiligen Geist. Im Jahre 1553 gab es 60 Ansässige in den Vorstädten vor dem Ober- und dem Dohnaischen Tor.
Im 16. Jahrhundert wohnte der Pirnaer Totengräber in der Dohnaischen Vorstadt; der Nikolaikirchhof diente damals als Hauptfriedhof Pirnas. Als sich während des Dreißigjährigen Krieges im April 1639 schwedische Truppen näherten, ließ der Pirnaer Stadtkommandant die Vorstadt mitsamt den meisten Gebäuden, der Kirche und dem Hospital niederbrennen, um freies Schussfeld zu erhalten. Danach lagen viele Gebäude noch teils jahrzehntelang wüst; das Hospital wurde ins Pirnaer Kloster verlegt.

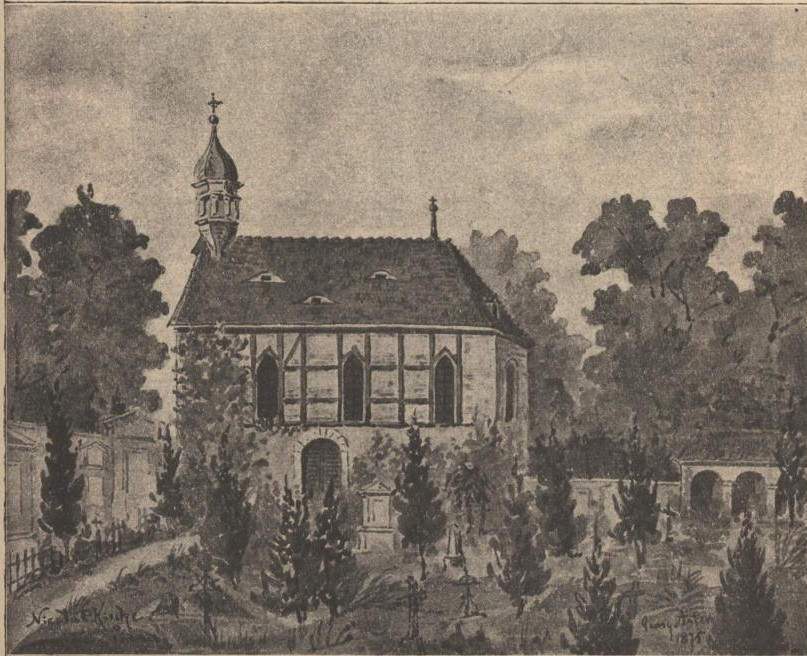
Nikolaikirche, 1875

Im 18. Jahrhundert befand sich wegen der Bedeutung der Breiten Gasse für den Verkehr der Sitz des Postmeisters in der Dohnaischen Vorstadt; das dreistöckige Posthaus stand noch 1838. Bereits 1820 war im Zuge der Schleifung der Pirnaer Stadtbefestigung das Dohnaische Tor abgerissen worden. Am 3. Juli 1875 genehmigte die oberste Kirchenbehörde den Abriss der Nikolaikirche. Der Kirchhof war bereits Jahre zuvor geschlossen worden, als der jetzige Friedhof an der Dippoldiswalder Straße eröffnet wurde.